# SM-sarja 1935/36
Die Saison 1935/36 war die achte Spielzeit der finnischen SM-sarja. Meister wurde zum ersten Mal in der Vereinsgeschichte überhaupt Ilves Tampere. HSK Helsinki stieg in die 2. Liga ab.
Topscorer wurden Jussi Tiitola von Ilves Tampere mit zehn Toren und Kalevi Ihalainen von HJK Helsinki mit sieben Toren und drei Assists.

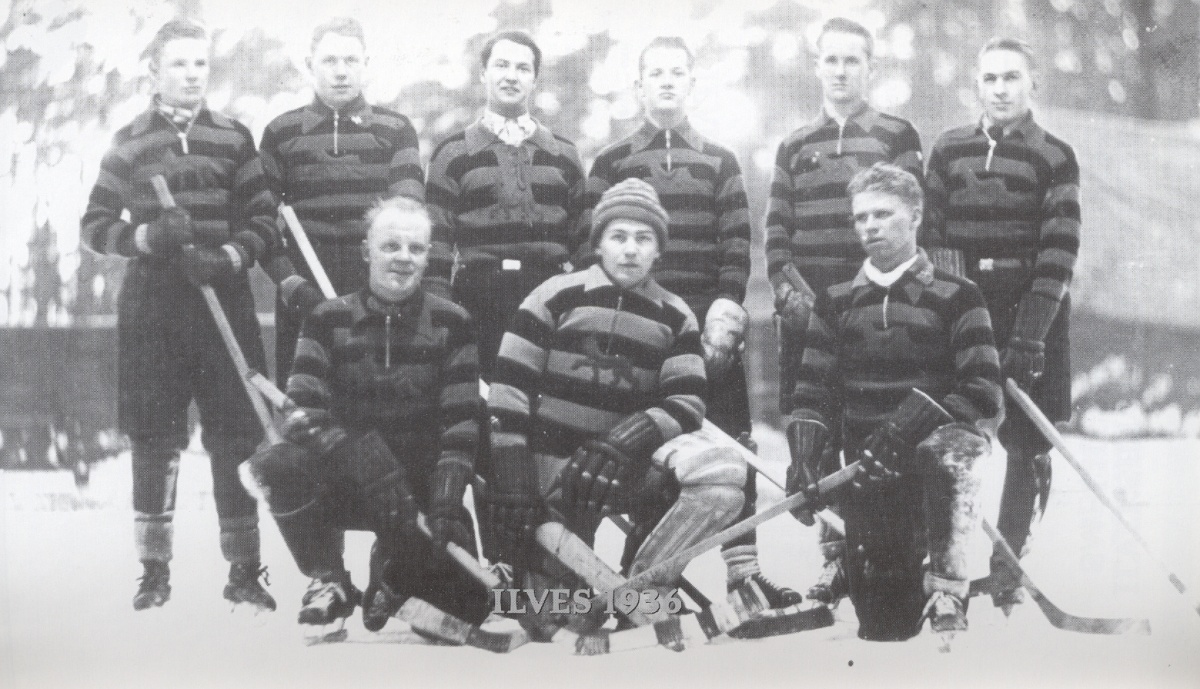
Kader von Ilves Tampere (1936)

## Modus
In der Hauptrunde absolvierte jede der vier Mannschaften insgesamt sechs Spiele. Der Erstplatzierte der Hauptrunde wurde Meister. Der Letztplatzierte stieg in die 2. Liga ab. Für einen Sieg erhielt jede Mannschaft zwei Punkte, bei einem Unentschieden gab es einen Punkt und bei einer Niederlage null Punkte.

## Hauptrunde
|    | Klub          | Sp | S | U | N | Tore  | Punkte |
| -- | ------------- | -- | - | - | - | ----- | ------ |
| 1. | Ilves Tampere | 6  | 3 | 3 | 0 | 20:11 | 9      |
| 2. | KIF Helsinki  | 6  | 4 | 1 | 1 | 21:10 | 9      |
| 3. | HJK Helsinki  | 6  | 2 | 1 | 3 | 26:24 | 5      |
| 4. | HSK Helsinki  | 6  | 0 | 1 | 5 | 10:32 | 1      |

Sp = Spiele, S = Siege, U = Unentschieden, N = Niederlagen